# Lake Darby
Lake Darby é um lugar designado pelo censo localizado no condado de Franklin no estado estadounidense de Ohio. No Censo de 2010 tinha uma população de 4.592 habitantes e uma densidade populacional de 506,13 pessoas por km².

## Geografia
Lake Darby encontra-se localizado nas coordenadas 39° 57′ 44″ N, 83° 13′ 11″ O. Segundo a Departamento do Censo dos Estados Unidos, Lake Darby tem uma superfície total de 9.07 km², da qual 8.97 km² correspondem a terra firme e (1.14%) 0.1 km² é água.

## Demografia
Segundo o censo de 2010, tinha 4.592 habitantes residindo em Lake Darby. A densidade populacional era de 506,13 hab./km². Dos 4.592 habitantes, Lake Darby estava composto pelo 92.36% brancos, o 2.59% eram afroamericanos, o 0.33% eram amerindios, o 1.52% eram asiáticos, o 0% eram insulares do Pacífico, o 1.39% eram de outras raças e o 1.81% pertenciam a duas ou mais raças. Do total da população o 3.09% eram hispanos ou latinos de qualquer raça.

## Localidades na vizinhança
O diagrama seguinte representa as localidades num raio de 16 km ao redor de Lake Darby.